# Der Theaterprinz
Der Theaterprinz ist ein deutsches Stummfilm-Lustspiel aus dem Jahre 1917 von Franz Hofer mit  Carl Auen in der Hauptrolle.

## Handlung
Lo von Hallerström, eine theaterbegeisterte junge Dame, erhält von ihrem sittenstrengen Vater die Erlaubnis, in Begleitung ihrer Gouvernante ihre Freundin Rudi in der kleinen Residenzstadt zu besuchen. Die Gouvernante solle darauf achten, so wird ihr aufgetragen, dass Lo keinesfalls mit dem Hoftheater in Berührung komme, denn dies gezieme sich nicht einer jungen Frau von Stande. Doch Lo büxt aus, und ihr gelingt es, mit Freundin Rudi die verpönte Theaterluft zu schnuppern. Nach der Besichtigung einer Vorstellung ist nun in Lo die Entscheidung gereift, auch zum Theater zu gehen. Sie möchte den Darsteller des Prinzen in der Vorstellung fragen, ob er nicht bereit wäre, ihr Schauspielunterricht zu geben. Doch der Backstagebereich wird vom Theaterdirektor abgeriegelt und sie vom Chef des Hauses nicht zum angehimmelten Kollegen in spe vorgelassen. Lo besteht darauf, „den Prinzen“ in einer „dringenden geschäftlichen Angelegenheit“ sprechen zu wollen, meint aber natürlich den Darsteller desselben. Der Direktor wiederum glaubt, dass das junge Fräulein den Prinzen Ottokar, den Landesfürsten, sprechen wolle, da dieser sich ebenfalls im Backstagebereich aufhält. Und so wird sie vorgelassen.
Ottokar ist nämlich gerade dabei, die passenden Schauspieler für ein anstehendes „Schäferspiel“, das auf dem Schloss anlässlich eines Festes gegeben werden soll, auszusuchen. Prinz Ottokar ist offenbar ein rechter Schelm, denn er erkennt sofort Los Missverständnis. Ihr Vater ist ein guter Freund von ihm. Lo glaubt noch immer, den Darsteller des Theaterprinzen vor sich zu haben, und Ottokar macht daraufhin den Spaß mit und hält sie zum Narren. Dieser Irrtum führt dazu, dass der angebliche Prinzendarsteller Ottokar sich zwanglos mit Lo am folgenden Tag zu einem Rendezvous im Stadtpark verabreden kann. Lo täuscht gegenüber der wachsamen Gouvernante Zahnschmerzen vor und erhält die Genehmigung, in Begleitung mit der hübschen Rudi zum Zahnarzt Dr. Rasmus zu gehen. Da ist es äußerst praktisch, dass Rudi und Rasmus sich offenbar seit geraumer Zeit ineinander verliebt haben und daher gern bereit sind, Lo Rückendeckung zu geben und ihr ein Alibi zu verschaffen, so dass Lo zu ihrem Theaterprinzen in den Stadtpark eilen kann.
Der Tag des Schlossfestes ist gekommen. Lo und ihr vermeintlicher Theaterprinz stehen bereits auf der Bühne in Los Glauben, nunmehr im Rahmen des Schäferspiels aufzutreten. Der Vorhang geht auf, und Lo wird regelrecht überrumpelt, als ihr Theaterprinz auf sie zukommt und vor seinen Untertanen in aller Öffentlichkeit küsst. Dann tritt er vor sein Volk und verkündet mit feierlichen Worten: „Das war die Verlobung des Prinzen Ottokar mit Lo von Wallerström“. Jubel bricht aus, und der Vorhang fällt gleich wieder. Lo versteht kein Wort. Der Groschen fällt erst, als Ottokar ihren Vater herbeiruft, der alles erklärt. Sechs Wochen später hat die kleine Lo ihren waschechten Prinzen geheiratet.

## Produktionsnotizen
Der Theaterprinz, in manchen Quellen auch ohne Artikel geführt, entstand im Winter 1916/17 im Luna-Film-Atelier in Berlins Friedrichstraße 224, besaß drei Akte und war 1006 Meter lang. Der Film passierte am 26. Februar 1917 die Filmzensur, wurde mit einem Jugendverbot belegt und im Oktober desselben Jahres in Berlins Marmorhaus uraufgeführt.

## Kritik
„Es ist zwar keine neue aber eine allgemein beliebte und daher äußerst dankbare Lustspielidee, die in diesem hübschen unterhaltenden Bilde verarbeitet ist. Man sieht sie immer wieder mit neuem Vergnügen und ergötzt sich an der Feinheit des Sujets. Auch ist interessant zu beobachten, wie ein geschickter Regisseur, wie Franz Hofer, einer guten Sache immer wieder neue Seiten abgewinnen kann... (…) Ebenso reizend wie die Handlung ist auch die Künstlerin Leo Valis [sic!] in der Darstellung des Komteßchens, das sie mit ungeheuer liebenswürdiger Unbefangenheit und entzückender Schelmerei verkörpert.“